# François Bonneville
François Bonneville (* 21. Februar 1755 in Bacqueville-en-Caux; † 3. Juli 1844 in Paris) war ein französischer Maler, Zeichner, Grafiker und Verleger, tätig in der Zeit zwischen 1791 und 1814.

## Biographie

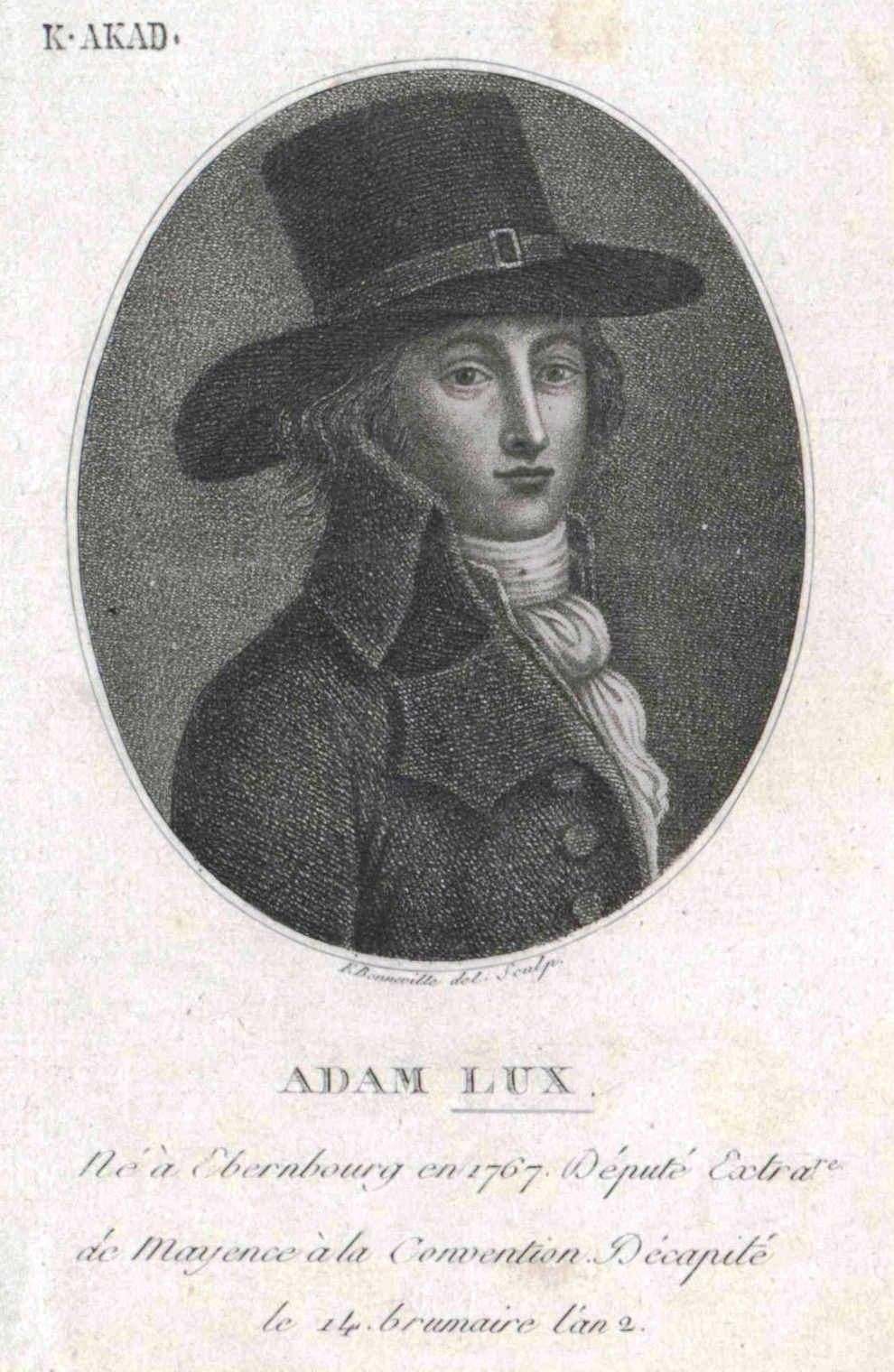
François Bonneville, Porträt des Mainzer Jakobiners Adam Lux

Es gibt nur wenige Details aus dem Leben von François Bonneville, dessen Tätigkeit als Maler, Zeichner und Graveur in Paris zwischen 1791 und 1814 verzeichnet wurde. In diesem Zeitabschnitt änderte er seine Adresse mehrmals innerhalb der Hauptstadt. Er eröffnete verschiedene Stände und verkaufte Zeichnungen und Druckgrafiken. Bis 1797 leitete er vermutlich die Druckerei des „Cercle social“ Rue du Théâtre-français Nr. 4, dann eröffnete er nacheinander zwei Läden in der Rue Saint-Jacques.
Über nahezu zwanzig Jahre produzierte er im Wesentlichen eine Reihe von Porträts berühmter Personen der Revolution (1796–1802), sowie viele allegorische Stiche. Es illustrierte den Italienfeldzug (1800) von Bonaparte. Seine Werke finden sich bei Georges Grosjean, La Révolution française (1789-1799) : d’après les témoignages contemporains et les historiens modernes, Paris, Librairie d’éducation nationale.